# 458 př. n. l.

## Hlava státu
- Perská říše – Artaxerxés I.  (465–424 př. n. l.)
- Egypt – Artaxerxés I.  (465–424 př. n. l.)
- Sparta – Pleistarchos  (480–458 př. n. l..) » Pleistoanax  (458–409 př. n. l.) a Archidámos II.  (469–427 př. n. l.)
- Athény – Philocles  (459–458 př. n. l..) » Habron  (458–457 př. n. l.)
- Makedonie – Alexandr I.  (498–454 př. n. l.)
- Epirus – Admetus  (470–430 př. n. l.)
- Odryská Thrácie – Teres I.  (460–445 př. n. l.)
- Římská republika – konzulé Gaius Nautius Rutilus a Lucius Minucius Esquilinus Augurinus (458 př. n. l.)
- Kartágo – Hanno II.  (480–440 př. n. l.)